# Popovics Tibor
Popovics Tibor (szlovákul: Tibor Popovič, ukránul: Тиберій Ладиславович Попович, Tiberij Ladiszlavovics Popovics, oroszul: Тиберий Ладиславович Попович, Tiberij Ladiszlavovics Popovics) (Munkács, Beregi zsupa, Csehszlovákia, 1930. október 20. – Munkács, Ukrajna, 2008. február 10.) magyar, ruszin, illetve lengyel származású ukrán és szovjet hátvéd és fedezet labdarúgó, labdarúgóedző és sportvezető. 1948-ban a csapatával eljutott az ukrán labdarúgókupa döntőjéig, 1952-ben ezüstérmes lett a szovjet bajnokságban, míg 1954-ben megnyerte a szovjet kupát. Egyike annak a két labdarúgónak, akiket Kárpátaljáról, illetve és második világháború utáni Dinamo Kijevből elsőként meghívtak az ukrán és a szovjet válogatott-csapatba. A Szovjetunió sportmestere és Ukrajna érdemes labdarúgóedzője.

## Pályafutása

### Játékosként
A pályafutását a munkácsi, utcák közötti labdarúgó-bajnokságban, a Bundanyű nevű ifjúsági csapatban kezdte, majd - miután a második világháborút lezáró párizsi békeszerződések Kárpátalját a Szovjetunióhoz csatolták, és az Ukrajna része lett - 1945-ben, alig 14 évesen bekerült az újonnan létrehozott Dinamo Mukacsevo klub ificsapatába és később a felnőttkeretbe is. 1948-ban őt meghívták az előző évben az ukrán bajnokságot megnyerő Bolsevik Mukacsevo-ba. A csapat az ő hathatós közreműködésével - Szabó Károly érdemes labdarúgóedző irányítása mellett - abban az évben a szovjet másodosztályú bajnokság ukrán zónájában negyedik lett és eljutott az ukrán kupasorozat döntőjéig, amelyre Kijevben került sor 1948. október 26-án a Dinamo Stadionban, és amelyben az akkori ellenfél - az első osztályú Dinamo Kijev - győzött 4:1-re. (A Dinamoban akkor már két kárpátaljai játékos - Láver György és Fábián János - is szerepelt, akik az év folyamán már átigazoltak az Ungvári Szpartakból a fővárosi elitklubhoz. Az említett kupadöntőt követően, 1948 novemberében azonban - a labdarúgás történetében egyedülálló módon - az ungvári csapat további hét oszlopos tagja is átigazolt a kijevi sztárcsapatba, nevezetesen: Tóth Dezső, Mihalina Mihály, Komán Mihály, Juszt Ernő, Gazsó László, Szengetovszkij Zoltán és ifj. Györffy Zoltán. Ehhez, a magyar és csehszlovák labdarúgóiskolán felnövő, fiatal kárpátaljai tehetségekből álló csoporthoz csatlakozott a szintén munkácsi születésű Godnicsák László is. A Kijevi Dinamo utánpótlás kerete az ő részvételükkel már 1949-ben kis-aranyérmeket szerzett az első ízben kiírt, a a szovjet tartalékcsapatok közötti országos bajnokságban. Ebben a csapatban abban az évben már tíz fiatal kárpátaljai tehetség játszott, akik több éven keresztül elismert tagjai voltak a kijevi nagy-csapatnak, és kiemelkedő eredményeket értek el országos és nemzetközi szinten.) 1948 őszén őt behívták sorkatonai szolgálatra, amelyet a Dinamo Mukacsevo labdarúgóklubnál teljesített. A helyi Dinamo akkoriban az Ukrán határőrség labdarúgó-válogatottjának báziscsapata volt, és 1949-ben a Szovjet határőrség országos labdarúgó-tornáján bejutott a döntőbe és legyőzte a legnagyobb riválisát - a Moszkva válogatott csapatát. E mérkőzés után Popovics Tibort átvezényelték a Dinamo Moszkva klubhoz, amelynek csapatában szerepelt néhány nem hivatalos mérkőzésen. Később átigazolt a Dinamo Kijevhez, amelynek utánpótlás keretével 1951-ben ötödik helyezéstért el a szovjet tartalékcsapatok bajnokságában. 1952-től kezdődően eredményesen képviselte a fővárosi klub színeit és jelentősen hozzájárult Ukrajna legjobb labdarúgócsapata kimagasló teljesítményeinek az eléréséhez (bajnoki ezüstérem, kupagyőzelem). Ettől kezdve őt többször jelölték a nemzeti labdarúgó-válogatott csapatokba. Így, többek között lehetősége nyílt bemutatkozni a második szovjet csapat tagjaként a Magyarország nemzeti „B” labdarúgó-válogatottja elleni, nem hivatalos barátságos mérkőzésen, amelyre Budapesten, 1954. szeptember 26-án került sor és amelyen akkor a vendégcsapat győzött 3:0-ra. A Szovjet labdarúgó-bajnokság első osztályában összesen 121 hivatalos mérkőzésen vett részt és 4 gólt szerzett a Dinamo Kijev játékosaként. Az ukrán fővárosban töltött nyolc szezon elmúltával a Kolhoznyik Rovno másodosztályú ukrán labdarúgóklubhoz szerződött, amelyben az aktív labdarúgást befejezte.

### Edzőként
A rovnoi csapatnál két évig a csapat játékos-edzője volt, majd 1961-ben a Kolhoznyik Rovno vezetőedzője lett. Az elkövetkező tíz évben a szovjet másodosztályú bajnokságban részt vevő különböző klubok - Nyiva Ternopol, Dunájevec Izmail, Avanhard Dzerzsinszk, Azovec Zsdanov, Torpedo Jejszk és Kolhoznyik Cserkasszi - labdarúgóedzői stábjának vezetője volt. Ezt követően 23 éven keresztül a Kolosz sportegyesület országos tanácsában tevékenykedett, a sportoktatási- és labdarúgóosztályokat vezette, majd 1994-ben visszatért a szülővárosába, ahol saját labdarúgóiskolát működtetett.

## Sikerei, díjai
Ukrajna
- Szovjet másodosztályú bajnokság ukrán zónája
  - 4. hely: 1948
- Ukrán kupa
  - döntős: 1948
- ’’Ukrajna érdemes labdarúgóedzője’’ kitüntető cím

Szovjetunió
- Szovjet tartalékcsapatok közötti országos bajnokság
  - 5. hely: 1951
- Szovjet bajnokság
  - 2. hely: 1952
- Szovjet kupa
  - kupagyőztes: 1954
- ’’Szovjet sportmester’’ kitüntető cím

## Ajánlott irodalom
- Fedák László. Kárpátalja a sporteredmények tükrében (53., 57. és 137. oldal). Ungvár: Karpati (1994) (ukránul)
- Krajnyanica Péter. A kárpátaljai labdarúgás története (96. és 100. oldal). Ungvár: Karpati (2004) (ukránul)
- Mihalina László. Otthon minden kő megsegít... (63., 79. és 105. oldal). Vác: Kucsák Könyvkötészet és Nyomda (2011)

## Fordítás
- Ez a szócikk részben vagy egészben  a   Tyberij Popowicz című lengyel Wikipédia-szócikk ezen változatának fordításán alapul.  Az eredeti cikk szerkesztőit annak laptörténete sorolja fel. Ez a jelzés csupán a megfogalmazás eredetét és a szerzői jogokat jelzi, nem szolgál a cikkben szereplő információk forrásmegjelöléseként.